# Takurō Ōno
Takurō Ōno (大野拓朗, Ōno Takurō), né le 14 novembre 1988 à Tokyo au Japon, est un acteur et chanteur japonais.

## Filmographie

### Cinéma
- 2010 : TV Show : Yukito Maki
- 2012 : Liar Game: Reborn : Tatsushi Wada
- 2013 : Saitama kazoku
- 2014 : Black Butler : Takaaki Matsumiya
- 2014 : Nutcracker Fantasy
- 2016 : Sailor Suit and Machine Gun: Graduation
- 2016 : Kōdai-ke no Hitobito
- 2017 : Survival Family
- 2018 : The Travelling Cat Chronicles : Shusuke Sugi

### Télévision
- 2011 : Misaki Number One : Yuto Hoshida
- 2012 : Bull Doctor : Shunsuke Fujimura
- 2012 : The Higashino Keigo Mysteries
- 2013 : Nekketsu Kouha Kunio-kun : Kunio
- 2013 : SPEC:Zero
- 2013 : Onna Rule : Hayato Kozuka
- 2013 : Sanbiki no ossan : Yuki
- 2013 : Yakuza Love Theory : Satoshi Imada
- 2015 : Hana Moyu : Yasushi Nomura
- 2015 : Toto Neechan : Kiyoshi Aoyagi
- 2017 - 2018 : Warotenka : Keith
- 2018 : Segodon : Kirino Toshiaki

## Performances scéniques partielles
- 2012 : Elisabeth : Prince Rudolf
- 2013 : Le Marchand de Venise : Jessica
- 2017 - 2019 : Roméo et Juliette : Roméo Montaigu
- 2018 : Cyrano de Bergerac : Christian
- 2020 : The Producers : Leo Bloom
- 2021 : Anything Goes : Billy
- 2022 : Cinderella Story : le Prince Charles
- 2022 : Claudia : Soara (Giara)
- 2023 : L'Attaque des Titans, la comédie musicale: Erwin Smith
- 2023 : Phantom : Comte Philippe de Chandon
- 2023 - 2024 : Pacific Overtures : Yazaemon Kayama